# حکومت نیویورک

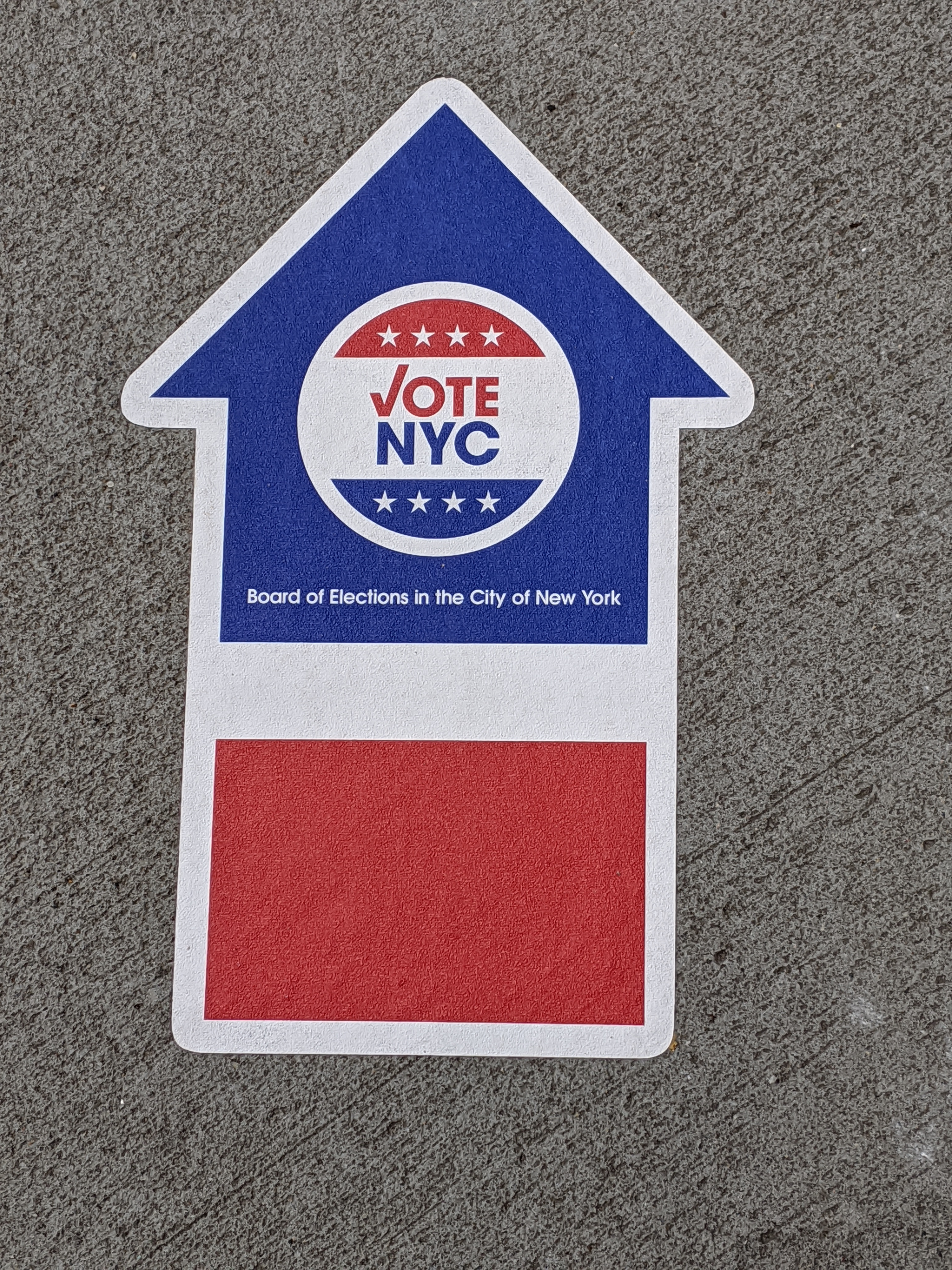
حکومت نیویورک

حکومت نیویورک (انگلیسی: Government of New York City) مستقر در تالار شهر نیویورک در منهتن جنوبی، بر اساس منشور شهر نیویورک سازمان یافته و یک نظام شهردار-شورایی «قوی» را ترتیب می‌دهد. شهردار در دوره‌های چهارساله از طریق انتخابات برگزیده می‌شود و مسئول ادارهٔ حکومت شهری است. شورای شهر نیویورک یک نهاد تک‌مجلسی متشکل از ۵۱ عضو است، که هر کدام از یک حوزه انتخابیه، برای دوره‌های معمولاً چهارساله برگزیده می‌شوند. همهٔ مقامات انتخاباتی مشمول محدودیت دو دورهٔ پیاپی هستند. نظام قضایی از دو دادگاه شهری و سه دادگاه ایالتی تشکیل می‌شود.
حکومت نیویورک ۳۲۵ هزار نفر را در استخدام خود دارد که از هر شهر دیگری در آمریکا بیشتر است و از هر یک از ایالت آمریکا به جز سه تا بیشتر است: کالیفرنیا، تگزاس، و ایالت نیویورک. این حکومت از بیشتر شهرهای آمریکا متمرکزتر است و حکومت شهری مسئول آموزش عمومی، نهادهای تأدیبی، امنیت عمومی، تأسیسات تفریحی، نظافت، تأمین آب و خدمات رفاهی است.